# Martin (Našice)
Martin je naselje u Hrvatskoj, regiji Slavonija u  Osječko-baranjskoj županiji i pripada gradu Našice.

## Zemljopisni položaj
Nalazi se uz državnu cestu D2 (Podravsku magistralu), te na 150 metara nadmorske visine, a dio sela uz navedenu cestu na 130 metara nadmorske visine i na sjevernim obroncima Krndije. Istočno se nalazi grad Našice, južno Zoljan, sjeverno Brezik Našički, te jugozapadno Seona i zapadno Donja Motičina naselja u istoimenoj općini. Površina katastarske jedinice naselja Martin je 4,62 km·102.

## Crkva
U selu se nalazi Rimokatolička crkva Sv. Martina koja pripada župi Sv. Antuna Padovanskog (Našice 1.) sa sjedištem u Našicama, te našičkom dekanatu Požeške biskupije. Crkveni god ili kirvaj (proštenje) slavi se 11. studenog. Crkva se nalazi na kraju sela, na brijegu povrh skretanja s državne ceste D2 prema Seoni. To je jednobrodna kasno romanička crkva kojoj su prvi vlasnici bili templari pred kraj 12. stoljeća. Pri obnovi crkve pronađeni su kameni templarski grb u obliku štita te kameni blokovi s natpisima na hrvatskoj ćirilici i latinici. U 14. stoljeću crkvu preuzima red ivanovaca koji je posjeduju do prvih prodora Turaka 1531. Nakon odlaska ivanovaca o crkvi se sve do današnjeg dana brinu franjevci iz crkve i samostana sv. Antuna Padovanskog u Našicama. Crkva je stradala u Domovinskom ratu 1991. kad ju s tri tenkovske granate pogađa Jugoslavenska armija a nakon trodnevnih borbi s hrvatskim snaga pri zauzimanju vojarne u Našicama. Najviše je stradao rano barokni oltar, iako je crkva bila propisno označena kao spomenik nulte kategorije. 

## Povijest
Današnje naselje Martin u doba templara i ivanovaca nije postojalo. Naselje nastalo je sredinom 18. stoljeća, a prvi doseljenici bilu su iz Gorskog kotara. Krajem istog stoljeća zabilježeno je i doseljavanje obitelji iz Slovačke. Martinjanima se danas smatraju i stanovnici uz našičku zaobilaznicu i oni koji stanuju u ulici bana Josipa Jelačića uz državnu cestu na ulazu u Našice, 200- tinjak metara od martinske crkve sve do mosta pokraj našičke vojarne.

## Stanovništvo
| broj stanovnika | 211   | 243   | 249   | 288   | 307   | 349   | 377   | 439   | 512   | 605   | 700   | 764   | 850   | 1129  | 1138  | 1077  | 945   |
|                 | 1857. | 1869. | 1880. | 1890. | 1900. | 1910. | 1921. | 1931. | 1948. | 1953. | 1961. | 1971. | 1981. | 1991. | 2001. | 2011. | 2021. |

## Šport
- NK Martin

## Vanjska poveznica
- http://www.nasice.hr/
- Templarska crkva iz 13. stoljeće jedina je očuvana u Hrvatskoj.

.